# Vulcano Masaya
Il vulcano Masaya è uno dei vulcani più attivi del Nicaragua, costituito da un'ampia caldera larga 11 chilometri, con oltre una dozzina di bocche, circondate da pareti che raggiungono un'altezza di 3 000 metri.
Fra gli animali che vivono in prossimità del vulcano è possibile citare i parrocchetti del Pacifico (Forpus coelestis) e gli urubù (Coragyps atratus).